# Ricky Rich
Ricky Haydari Akdogan, född 26 januari 1999, mer känd som Ricky Rich, är en svensk rappare med syriansk bakgrund. Han är uppväxt i Råby i Västerås.
Ricky Rich samarbetade med ARAM Mafia, en grupp bestående av producenterna Peter Mrad och Marcus Turan, vilket resulterade i ett stort antal låtar under 2018 och 2019. Mest anmärkningsvärd var singeln "Habibi" som blev en internationell hit för Ricky Rich & ARAM Mafia på topplistor i Tyskland, Österrike, Schweiz, såväl som Sverige.
Den 12 april 2019 gav Ricky Rich och ARAM Mafia ut albumet Shhh på skivbolaget Spinnup som innehåller titellåten "Shhh" och singeln "Richba" som båda nått topplistor. Den 7-spåriga EP:n toppade som nummer 3 på den svenska albumlistan och befann sig 21 veckor på topplistan. Ricky Rich följde upp med sin egen 6-spårs solo-EP Highs and Lows utgiven på Warner Music Sweden, som nådde plats 7 på Swedish Albums Chart sin första releasevecka. Albumet stannade totalt 7 veckor på listan. I maj 2022 släppte Ricky Rich sitt andra album, Rico Suave, namngivet efter sitt alter ego.
Ricky Rich har primär ciliär dyskinesi, en sjukdom som ger dålig lungkapacitet och problem med luftvägar på grund av dåligt fungerande flimmerhår.
2023 medverkade han i SVT-serien När hiphop tog över.

## Diskografi

### EP
| Titel               | År   | Topplisteplacering |
| Titel               | År   | SWE                |
| ------------------- | ---- | ------------------ |
| pudiyavna           | 2020 | 7                  |
| Crib Sessions Pt. 1 | 2020 | —                  |

### Singlar
| Titel                                                               | År   | Topplisteplacering | Topplisteplacering | Topplisteplacering | Topplisteplacering | Album         |
| Titel                                                               | År   | SWE                | AUT                | GER                | SWI                | Album         |
| ------------------------------------------------------------------- | ---- | ------------------ | ------------------ | ------------------ | ------------------ | ------------- |
| "Förbjuden frukt" (med Nineb Youk och Jeano ft. Kids of Revolution) | 2018 | 34                 | —                  | —                  | —                  |               |
| "Bli bättre" (med Kids of Revolution)                               | 2019 | 21                 | —                  | —                  | —                  |               |
| "Million" (med Ardian Bujupi och Kids of Revolution)                | 2019 | 42                 | —                  | —                  | —                  |               |
| "Portugal"                                                          | 2019 | 67                 | —                  | —                  | —                  |               |
| "Mirakel" (med Kids of Revolution)                                  | 2020 | 42                 | —                  | —                  | —                  |               |
| "Bless Me"                                                          | 2020 | 27                 | —                  | —                  | —                  |               |
| "Ma chérie"                                                         | 2020 | 29                 | —                  | —                  | —                  | Highs & Lows  |
| "Highs & Lows"                                                      | 2020 | 37                 | —                  | —                  | —                  | Highs & Lows  |
| "2vs2" (med Blizzy)                                                 | 2020 | 38                 | —                  | —                  | —                  | Phoenix Pt. 2 |
| "Ice"                                                               | 2021 | 10                 | —                  | —                  | —                  |               |
| "Habibi" (med Dardan och Zuna)                                      | 2021 | 33                 | 52                 | 29                 | 46                 |               |
| "Ah Anne" (med DnoteOnDaBeat och Sinan)                             | 2021 | —                  | —                  | —                  | —                  |               |
| "Guitar" (med Blizzy)                                               | 2021 | 52                 | —                  | —                  | —                  |               |
| "Falling Bird"                                                      | 2021 | 71                 | —                  | —                  | —                  |               |
| "Dybala" (remix) (med K27 och Jireel)                               | 2021 | 49                 | —                  | —                  | —                  |               |
| "Who"                                                               | 2021 | 47                 | —                  | —                  | —                  |               |
| "Say Oui" (med Gims)                                                | 2021 | 22                 | —                  | —                  | —                  |               |
| "Better Day" (med Jireel, Jelassi, Mona Masrour och A36)            | 2021 | 66                 | —                  | —                  | —                  |               |
| "Young 22"                                                          | 2022 | 37                 | —                  | —                  | —                  |               |
| "Qué Te"                                                            | 2022 | 78                 | —                  | —                  | —                  |               |

## Samarbeten
| Titel                                                                                | År   | Topplisteplacering | Album            |
| Titel                                                                                | År   | SWE                | Album            |
| ------------------------------------------------------------------------------------ | ---- | ------------------ | ---------------- |
| "Ryser" (Lani Mo featuring Ricky Rich)                                               | 2017 | 63                 | Låt oss leva     |
| "Para" (remix) (Lani Mo featuring Ricky Rich, Thrife, Dree Low, Blizzy and Nathan K) | 2018 | 53                 | Non-album single |